# Хімія елементоорганічних сполук
Хі́мія елементооргані́чних сполу́к — галузь науки, яка займається розробленням методів синтезу та вивченням будови, властивостей, реакційної здатності елементоорганічних сполук різних класів (фосфоровмісних, флуоровмісних, силіцієвмісних, боровмісних, металовмісних тощо). 

## Мета
Основною метою фундаментальних досліджень у галузі хімії елементоорганічних сполук є:
- розвиток методів їх синтезу,
- вивчення будови та властивостей,
- встановлення залежності властивостей від електронної, просторової будови та середовища,
- вивчення можливих шляхів практичного застосування елементоорганічних сполук.

## Основні напрямки досліджень
Основні напрямки досліджень:
- Хімія фосфоровмісних органічних сполук.
- Хімія флуоровмісних органічних сполук.
- Хімія силіцієвмісних органічних сполук.
- Хімія боровмісних органічних сполук.
- Хімія металовмісних органічних сполук.
- Хімія інших елементоорганічних сполук.